# Johan David Åkerblad
Johan David Åkerblad (født 6. maj 1763 i Stockholm, død i 1819 i Rom) var en svensk antikforsker og diplomat.
Åkerblad rejste i Tyrkiet og Italien i forbindelse med sin diplomatiske virksomhed og havde lejlighed til at dyrke sin interesse for studiet af oldtiden.
Han udgav bl.a. et skrift om indskriften på Rosettestenen, i hvilket han forklarede den ægyptiske kursivtekst, den såkaldte demotiske skrift. Han har desuden kendt for sin opdagelse af den piræiske indskrift, om hvilken han udgav en afhandling i 1800 i det danske tidsskrift Skandinavisk Museum. Åkerblad oversatte også en del fønikiske og oldgræske indskrifter.

## Karriere
Åkerblads fader, som var spejlfabrikant, sad i en vis velstand, der tillod ham at give sønnen en god uddannelse. I efteråret 1778 blev Johan indskrevet ved Uppsala universitet, hvor han studerede i fire år, fortrinsvis klassiske og orientalske sprog, og hvor han i 1782 disputerede under professor Fant med afhandlingen "De primis Svecice sub rege Gustavo I extra Septentrionem initis foederiöus".
I 1783 indgik han i kancelliet og sendtes samme år til Konstantinopel. Derfra foretog han omfattende rejser til forskellige dele af det osmanniske rige (Lilleasien, Syrien, Palæstina, Egypten og Tunis), hvis etnografiske forhold og sproglige mindesmærker han viste en alvorlig opmærksomhed, mens han erhvervede kendskab til en mængde lande og nationer, som blandt hans landsmænd var mere eller mindre ukendte. Åkerblads optegnelser fra disse rejser endte delvist i Vatikanets arkiver i Rom. Han vendte tilbage til Stockholm i 1789 og udnævntes samme år til protokolsekretær ved Utrikesexpeditionen (omtrent: udenrigsministeriet) og translatør i tyrkisk.
I 1791 sendtes han på ny til Konstantinopel, hvorfra han vedvarende foretog forskningsrejser blandt andet til "Troja", hvilket gav ham anledning til selvstændige iagttagelser om den homeriske topografi. De skal have haft indflydelse på den tyske udgave af (den også på svensk udkomne) Jean Baptiste Lechevaliers "Rejse til Troas". Efter fortsat tjeneste i Konstantinopel, hvor han forfremmedes til legationssekretær, forflyttedes Åkerblad i samme stilling til Paris, som han efter nogen tid forlod til fordel for Haag, hvor efter han atter kom til Paris. Også i denne tjeneste fortsatte han sine efter tidens forhold omfattende rejser, som nu fortrinsvis gjaldt Europa og Europas videnskabsmænd og lærde institutioner. År 1802 udgav han sit "Lettre sur Vinscription egyptienne de Rosette, adressée au citoyen Silvestre de Sacy", ved hvilket den egyptiske demotiska skrifts alfabet på det nærmeste fastlagdes. Det har skaffet Åkerblad tilnavnet »den første egyptologen».
Omtrent på den tid tog han sin afsked og trak sig tilbage til privatlivet. Han forlod nu definitivt Sverige og bosatte sig i Italien, hvor videnskaben og studier lagde beslag på hele hans opmærksomhed. Skønt uden personlig formue – hvad han havde arvet, havde hans dyrebare opdragelse og rejser i det væsentlige slugt – kunne Åkerblad dog lykkeligt leve i det fjerne, takket være den glans, hvormed hans navn i den videnskabelige verden strålede. Det havde han at takke for den omfattende, hovedsageligt af engelske mæcenater ydede understøttelse, så han sorgløst kunne fuldfølge sine arbejder, som nu blandt andet omfattede Egyptens fortidssprog og dets dattersprog, koptisk. For at grundigere trænge ind i det sidstnævnte studium, påbegyndte Åkerblad indsamlinger af oplysninger til et koptisk leksikon, af hvilke samlinger siden blev opbevaret i på det kongelige bibliotek i Stockholm.
Under den senere del af sit liv trådte Åkerblad i nær forbindelse med sin samtids stormænd inden for den orientalske og klassiske filologis område: Siivestre de Sacy, d’Anse de Villoison, P. L. Courrier, Koraes og mange andre fremstående forskere tilhørte hans kreds af korrespondenter. Til hans romerske omgangskreds regnedes Alexander von Humboldt, som boede i samme hus – Palazzo Borghese – som Åkerblad. Åkerblad. døde i Rom i begyndelsen af år 1819 og hviler ved Cestius’ pyramide på Cimeterio vecchio, hvis mest kendte indvåner han og Carsten Niebuhr regnes. Blandt de udmærkelser, som han opnåede i sin livstid, må nævnes medlemskap af Franska institutet. Han var tillige medlem af Vitt. hist. och ant. akademien.
Som Åkerblad i sin tid i udlandet var en af Sveriges mest kendte videnskabsmænd, så er han vel tillige med hensyn til genialitet i sin forskning regnet som den fornemmeste orientalist, Sverige har haft. Såvel inden for egyptologien som inden for den semitiske sprogforskning har han et respekteret navn. Redelighed, samvittighedsfuldhed og grundighed er de egenskaber, som kendetegnede Åkerblads forfattarindividualitet.
Åkerblads fornemmeste arbejde er, foruden det ovennævnte, "Lettre to Mr. Young date 31 Jan. 1815" (Museum criticurn. N:o VI, sid. 180ff), "Inscriptionis phoenicice oxoniensis interpretatio" (epokegørende på det føniciske sprogstudies område), "Mémoires sur les noms coptes de quelques villes et villages d?Égypte" (»Journal asiatique», 1834, vol. XIII, sid.’337 og 385ff) og "Note sur récriture cursive copte" (»Magasin encyclopédique», 1801, V, sid. 494). Desuden forfattede han runologiske arbejder, fx om marmorløven i Peiraievs, kunsthistoriske afhandlinger med mere.